# Vladimir Parfenovich
Vladimir Vladimirovich Parfenovich  (Minsk, URSS, 2 de diciembre de 1958) es un deportista soviético que compitió en piragüismo en la modalidad de aguas tranquilas. 
Participó en los Juegos Olímpicos de Moscú 1980, obteniendo tres medallas de oro. Ganó doce medallas en el Campeonato Mundial de Piragüismo entre los años 1978 y 1983.

## Palmarés internacional
| Juegos Olímpicos   | Juegos Olímpicos         | Juegos Olímpicos | Juegos Olímpicos |
| Año                | Lugar                    | Medalla          | Evento           |
| ------------------ | ------------------------ | ---------------- | ---------------- |
| 1980               | Moscú (URSS)             | Medalla de oro   | K1 500 m         |
| 1980               | Moscú (URSS)             | Medalla de oro   | K2 500 m         |
| 1980               | Moscú (URSS)             | Medalla de oro   | K2 1000 m        |
| Campeonato Mundial |                          |                  |                  |
| Año                | Lugar                    | Medalla          | Evento           |
| 1978               | Belgrado (Yugoslavia)    | Medalla de plata | K1 500 m         |
| 1979               | Duisburgo (RFA)          | Medalla de oro   | K1 500 m         |
| 1979               | Duisburgo (RFA)          | Medalla de oro   | K2 500 m         |
| 1981               | Nottingham (Reino Unido) | Medalla de oro   | K1 500 m         |
| 1981               | Nottingham (Reino Unido) | Medalla de oro   | K2 500 m         |
| 1981               | Nottingham (Reino Unido) | Medalla de oro   | K2 1000 m        |
| 1982               | Belgrado (Yugoslavia)    | Medalla de oro   | K1 500 m         |
| 1982               | Belgrado (Yugoslavia)    | Medalla de oro   | K2 500 m         |
| 1982               | Belgrado (Yugoslavia)    | Medalla de oro   | K2 1000 m        |
| 1983               | Tampere (Finlandia)      | Medalla de oro   | K1 500 m         |
| 1983               | Tampere (Finlandia)      | Medalla de plata | K2 500 m         |
| 1983               | Tampere (Finlandia)      | Medalla de plata | K2 1000 m        |